# Liga A w piłce siatkowej mężczyzn (2011/2012)
Liga A siatkarzy 2011/2012 - 68. sezon walki o mistrzostwo Belgii organizowany przez Volleyliga Belgium pod egidą Królewskiego Belgijskiego Związku Piłki Siatkowej (niderl. Koninklijk Belgisch Volleybalverbond, KBVBV). Zainaugurowany został 28 września 2011 roku i trwał do 21 kwietnia 2012 roku. 
W sezonie 2011/2012 w Lidze Mistrzów Belgię reprezentowały Noliko Maaseik i VC Euphony Asse-Lennik, w Pucharze CEV - Knack Randstad Roeselare i Aquacare Halen, natomiast w Pucharze Challenge - Prefaxis Menen.
Rozgrywki składały się z fazy zasadniczej i fazy play-off, która wyłoniła mistrza Belgii, a także fazy play-down.
Mistrzem Belgii został klub Noliko Maaseik.

## Drużyny uczestniczące
| | Liga A 2011/2012                          |    |     |
| --- | ----------------------------------------- | -- | --- |
| MAA | Noliko Maaseik                            | 1  | LM  |
| LEN | VC Euphony Asse-Lennik                    | 2  | LM  |
| ROE | Knack Roeselare                           | 3  | CEV |
| HDS | Volley Soleco Herk-de-Stad                | 51 | CEV |
| MEN | Prefaxis Menen                            | 6  | Ch  |
| ANT | Topvolley Precura Schelde-Natie Antwerpen | 7  |     |
| PUU | VC Argex Duvel Puurs                      | 8  |     |
| WRM | VBC Waremme                               | 10 |     |
| | Awans z Ligi B                            |    |     |
| WAA | PNV Waasland                              | 1  |     |
| GUI | Axis Shanks Guibertin                     | 2  |     |
| Oznaczenia: - kolumna pierwsza – skróty nazw drużyn wpisane na mapie (jeśli ta została zamieszczona), - kolumna trzecia – miejsce zajęte przez daną drużynę w poprzednim sezonie. |                                           |    |     |

1 Do 1 stycznia 2012 roku klub występował pod nazwą Aquacare Halen.

## Hale sportowe
| Hala                           | Miejscowość        | Liczba miejsc | Klub                                      |
| ------------------------------ | ------------------ | ------------- | ----------------------------------------- |
| Centre sportif Jean Moisse     | Mont-Saint-Guibert | 550           | Axis Shanks Guibertin                     |
| Sporthal Schiervelde           | Roeselare          | 2000          | Knack Roeselare                           |
| Lotto Dôme                     | Maaseik            | 2600          | Noliko Maaseik                            |
| De Dulpop                      | Bazel              | 750           | PNV Waasland                              |
| Sporthal Vauban                | Menen              | 1000          | Prefaxis Menen                            |
| Sporthal Arena                 | Deurne             | 1350          | Topvolley Precura Schelde-Natie Antwerpen |
| Centre Sportif Edmond Leburton | Waremme            | 500           | VBC Waremme                               |
| Sporthal Vrijhals              | Puurs              | 496           | VC Argex Duvel Puurs                      |
| Sportcomplex Molenbos          | Zellik (Asse)      | 1000          | VC Euphony Asse-Lennik                    |
| Sporthal De Koekoek            | Halen              | 1000          | Volley Soleco Herk-de-Stad                |

## Trenerzy
| Klub                                      | Trener            | Narodowość |
| ----------------------------------------- | ----------------- | ---------- |
| Volley Soleco Herk-de-Stad                | Johan Isacsson    | Szwecja    |
| VC Argex Duvel Puurs                      | Martijn Koelman   | Holandia   |
| Axis Shanks Guibertin                     | Erik Bockstael    | Belgia     |
| VC Euphony Asse-Lennik                    | Marko Klok        | Holandia   |
| Knack Roeselare                           | Dominique Baeyens | Belgia     |
| Noliko Maaseik                            | Vital Heynen      | Belgia     |
| PNV Waasland                              | Josip Josipovic   | Belgia     |
| Prefaxis Menen                            | Alain Dardenne    | Belgia     |
| Topvolley Precura Schelde-Natie Antwerpen | Kris Tanghe       | Belgia     |
| VBC Waremme                               | Frederik Delanghe | Belgia     |

## Faza zasadnicza

### Tabela wyników
| Gospodarz \ Gość1                         | MAA | LEN | ROE | HDS | MEN | ANT | PUU | WRM | WAA | GUI |
| Noliko Maaseik                            |     | 3:1 | 3:0 | 3:0 | 1:3 | 3:0 | 3:1 | 3:0 | 3:0 | 3:0 |
| VC Euphony Asse-Lennik                    | 1:3 |     | 3:2 | 3:1 | 3:0 | 2:3 | 3:0 | 3:0 | 3:0 | 3:1 |
| Knack Roeselare                           | 1:3 | 3:2 |     | 3:0 | 3:0 | 3:1 | 3:1 | 3:0 | 3:1 | 3:0 |
| Volley Soleco Herk-de-Stad                | 0:3 | 1:3 | 2:3 |     | 3:1 | 0:3 | 3:1 | 3:2 | 3:1 | 3:0 |
| Prefaxis Menen                            | 0:3 | 0:3 | 3:1 | 3:1 |     | 3:0 | 3:1 | 3:0 | 3:0 | 3:1 |
| Topvolley Precura Schelde-Natie Antwerpen | 2:3 | 1:3 | 3:1 | 3:0 | 3:1 |     | 3:2 | 3:0 | 3:0 | 3:0 |
| VC Argex Duvel Puurs                      | 1:3 | 0:3 | 0:3 | 2:3 | 2:3 | 1:3 |     | 3:1 | 3:1 | 2:3 |
| VBC Waremme                               | 2:3 | 0:3 | 2:3 | 3:1 | 0:3 | 0:3 | 1:3 |     | 3:1 | 3:1 |
| PNV Waasland                              | 1:3 | 3:1 | 3:2 | 0:3 | 0:3 | 0:3 | 3:1 | 3:0 |     | 3:0 |
| Axis Shanks Guibertin                     | 0:3 | 0:3 | 0:3 | 3:2 | 1:3 | 1:3 | 1:3 | 3:0 | 0:3 |     |

Źródło: volleyliga.be
1 Drużyna gospodarzy jest wymieniona po lewej stronie tabeli.
Kolory:
  zwycięstwo gospodarzy 3:0 lub 3:1
  zwycięstwo gospodarzy 3:2
  zwycięstwo gości 3:0 lub 3:1
  zwycięstwo gości 3:2

### Terminarz i wyniki spotkań
| Data        | Godz. | Gospodarz                                 | Rezultat                                | Gość                                      |
| ----------- | ----- | ----------------------------------------- | --------------------------------------- | ----------------------------------------- |
| 1. KOLEJKA  |       |                                           |                                         |                                           |
| 28.09.2011  | 20:30 | Volley Soleco Herk-de-Stad                | 1:3 (21:25, 21:25, 25:21, 20:25)        | VC Euphony Asse-Lennik                    |
| 28.09.2011  | 20:30 | Noliko Maaseik                            | 3:0 (25:15, 25:18, 25:17)               | Axis Shanks Guibertin                     |
| 28.09.2011  | 20:30 | Topvolley Precura Schelde-Natie Antwerpen | 3:0 (25:21, 26:24, 25:21)               | PNV Waasland                              |
| 28.09.2011  | 20:30 | VC Argex Duvel Puurs                      | 0:3 (20:25, 19:25, 18:25)               | Knack Roeselare                           |
| 27.09.2011  | 20:30 | VBC Waremme                               | 0:3 (24:26, 21:25, 20:25)               | Prefaxis Menen                            |
| 2. KOLEJKA  |       |                                           |                                         |                                           |
| 01.10.2011  | 20:30 | VC Euphony Asse-Lennik                    | 1:3 (25:21, 16:25, 22:25, 21:25)        | Noliko Maaseik                            |
| 01.10.2011  | 20:30 | Knack Roeselare                           | 3:0 (25:14, 25:16, 25:20)               | Volley Soleco Herk-de-Stad                |
| 01.10.2011  | 20:30 | Topvolley Precura Schelde-Natie Antwerpen | 3:0 (25:16, 25:21, 25:10)               | VBC Waremme                               |
| 02.10.2011  | 16:00 | PNV Waasland                              | 3:1 (25:23, 25:20, 20:25, 25:17)        | VC Argex Duvel Puurs                      |
| 02.10.2011  | 18:00 | Axis Shanks Guibertin                     | 1:3 (22:25, 25:21, 23:25, 25:27)        | Prefaxis Menen                            |
| 3. KOLEJKA  |       |                                           |                                         |                                           |
| 08.10.2011  | 20:30 | Prefaxis Menen                            | 0:3 (22:25, 18:25, 23:25)               | VC Euphony Asse-Lennik                    |
| 08.10.2011  | 20:30 | Volley Soleco Herk-de-Stad                | 3:1 (26:24, 25:23, 25:27, 25:23)        | PNV Waasland                              |
| 08.10.2011  | 20:30 | VC Argex Duvel Puurs                      | 1:3 (25:23, 17:25, 19:25, 17:25)        | Topvolley Precura Schelde-Natie Antwerpen |
| 08.10.2011  | 20:30 | Noliko Maaseik                            | 3:0 (25:22, 25:19, 25:18)               | Knack Roeselare                           |
| 09.10.2011  | 15:00 | VBC Waremme                               | 3:1 (25:21, 18:25, 25:21, 25:16)        | Axis Shanks Guibertin                     |
| 4. KOLEJKA  |       |                                           |                                         |                                           |
| 12.10.2011  | 20:30 | Knack Roeselare                           | 3:0 (25:20, 25:18, 28:26)               | Prefaxis Menen                            |
| 12.10.2011  | 20:30 | Topvolley Precura Schelde-Natie Antwerpen | 3:0 (32:30, 25:21, 25:20)               | Volley Soleco Herk-de-Stad                |
| 12.10.2011  | 20:30 | VC Euphony Asse-Lennik                    | 3:1 (25:18, 16:25, 25:21, 25:21)        | Axis Shanks Guibertin                     |
| 11.10.2011  | 20:30 | VBC Waremme                               | 1:3 (26:28, 25:22, 19:25, 23:25)        | VC Argex Duvel Puurs                      |
| 12.10.2011  | 20:30 | PNV Waasland                              | 1:3 (20:25, 28:30, 25:23, 13:25)        | Noliko Maaseik                            |
| 5. KOLEJKA  |       |                                           |                                         |                                           |
| 15.10.2011  | 20:30 | Volley Soleco Herk-de-Stad                | 3:1 (19:25, 28:26, 25:21, 25:20)        | VC Argex Duvel Puurs                      |
| 15.10.2011  | 20:30 | VC Euphony Asse-Lennik                    | 3:0 (25:14, 25:18, 25:14)               | VBC Waremme                               |
| 15.10.2011  | 20:30 | Prefaxis Menen                            | 3:0 (25:19, 25:21, 28:26)               | PNV Waasland                              |
| 15.10.2011  | 20:30 | Noliko Maaseik                            | 3:0 (25:19, 25:20, 25:17)               | Topvolley Precura Schelde-Natie Antwerpen |
| 16.10.2011  | 18:00 | Axis Shanks Guibertin                     | 0:3 (18:25, 17:25, 22:25)               | Knack Roeselare                           |
| 6. KOLEJKA  |       |                                           |                                         |                                           |
| 22.10.2011  | 20:30 | VC Euphony Asse-Lennik                    | 3:0 (25:23, 26:24, 25:19)               | VC Argex Duvel Puurs                      |
| 22.10.2011  | 20:30 | Prefaxis Menen                            | 0:3 (23:25, 22:25, 22:25)               | Noliko Maaseik                            |
| 22.10.2011  | 20:30 | Knack Roeselare                           | 3:1 (25:23, 25:23, 24:26, 25:15)        | Topvolley Precura Schelde-Natie Antwerpen |
| 23.10.2011  | 16:00 | PNV Waasland                              | 3:0 (25:23, 25:20, 25:20)               | VBC Waremme                               |
| 23.10.2011  | 18:00 | Axis Shanks Guibertin                     | 3:2 (25:21, 22:25, 25:22, 24:26, 15:7)  | Volley Soleco Herk-de-Stad                |
| 7. KOLEJKA  |       |                                           |                                         |                                           |
| 30.10.2011  | 14:30 | Knack Roeselare                           | 3:2 (25:20, 25:23, 17:25, 18:25, 18:16) | VC Euphony Asse-Lennik                    |
| 29.10.2011  | 20:30 | Topvolley Precura Schelde-Natie Antwerpen | 3:1 (21:25, 25:23, 25:19, 25:18)        | Prefaxis Menen                            |
| 29.10.2011  | 20:30 | VC Argex Duvel Puurs                      | 1:3 (17:25, 25:19, 7:25, 17:25)         | Noliko Maaseik                            |
| 30.10.2011  | 15:00 | VBC Waremme                               | 3:1 (27:29, 27:25, 29:27, 25:18)        | Volley Soleco Herk-de-Stad                |
| 30.10.2011  | 16:00 | PNV Waasland                              | 3:0 (27:25, 42:40, 27:25)               | Axis Shanks Guibertin                     |
| 8. KOLEJKA  |       |                                           |                                         |                                           |
| 05.11.2011  | 20:30 | Knack Roeselare                           | 3:0 (25:15, 25:20, 25:13)               | VBC Waremme                               |
| 05.11.2011  | 20:30 | Prefaxis Menen                            | 3:1 (25:20, 25:21, 22:25, 25:18)        | VC Argex Duvel Puurs                      |
| 05.11.2011  | 20:30 | VC Euphony Asse-Lennik                    | 3:0 (25:23, 27:25, 25:17)               | PNV Waasland                              |
| 05.11.2011  | 20:30 | Noliko Maaseik                            | 3:0 (25:17, 25:13, 25:20)               | Volley Soleco Herk-de-Stad                |
| 06.11.2011  | 18:00 | Axis Shanks Guibertin                     | 1:3 (25:22, 16:25, 21:25, 21:25)        | Topvolley Precura Schelde-Natie Antwerpen |
| 9. KOLEJKA  |       |                                           |                                         |                                           |
| 30.11.2011  | 20:30 | Volley Soleco Herk-de-Stad                | 3:1 (28:26, 20:25, 25:21, 25:22)        | Prefaxis Menen                            |
| 30.11.2011  | 20:30 | VC Argex Duvel Puurs                      | 2:3 (25:19, 25:18, 23:25, 17:25, 11:15) | Axis Shanks Guibertin                     |
| 30.11.2011  | 20:30 | Topvolley Precura Schelde-Natie Antwerpen | 1:3 (19:25, 23:25, 25:21, 16:25)        | VC Euphony Asse-Lennik                    |
| 30.11.2011  | 20:30 | VBC Waremme                               | 2:3 (28:26, 21:25, 25:21, 20:25, 18:20) | Noliko Maaseik                            |
| 30.11.2011  | 20:30 | PNV Waasland                              | 3:2 (21:25, 15:25, 32:30, 25:19, 15:10) | Knack Roeselare                           |
| 10. KOLEJKA |       |                                           |                                         |                                           |
| 03.12.2011  | 20:30 | VC Euphony Asse-Lennik                    | 3:0 (25:17, 25:21, 25:17)               | Prefaxis Menen                            |
| 04.12.2011  | 16:00 | PNV Waasland                              | 0:3 (19:25, 21:25, 19:25)               | Volley Soleco Herk-de-Stad                |
| 04.12.2011  | 15:00 | Topvolley Precura Schelde-Natie Antwerpen | 3:2 (24:26, 25:20, 25:18, 22:25, 15:10) | VC Argex Duvel Puurs                      |
| 03.12.2011  | 20:30 | Knack Roeselare                           | 1:3 (20:25, 25:20, 16:25, 23:25)        | Noliko Maaseik                            |
| 04.12.2011  | 18:00 | Axis Shanks Guibertin                     | 3:0 (26:24, 25:18, 25:16)               | VBC Waremme                               |
| 11. KOLEJKA |       |                                           |                                         |                                           |
| 10.12.2011  | 20:30 | Noliko Maaseik                            | 3:1 (25:15, 33:35, 25:18, 25:18)        | VC Euphony Asse-Lennik                    |
| 10.12.2011  | 20:30 | Volley Soleco Herk-de-Stad                | 2:3 (25:19, 25:22, 14:25, 17:25, 13:15) | Knack Roeselare                           |
| 11.12.2011  | 15:00 | VBC Waremme                               | 0:3 (16:25, 22:25, 22:25)               | Topvolley Precura Schelde-Natie Antwerpen |
| 10.12.2011  | 20:30 | VC Argex Duvel Puurs                      | 3:1 (25:22, 25:16, 22:25, 25:17)        | PNV Waasland                              |
| 10.12.2011  | 20:30 | Prefaxis Menen                            | 3:1 (25:23, 25:19, 20:25, 25:18)        | Axis Shanks Guibertin                     |
| 12. KOLEJKA |       |                                           |                                         |                                           |
| 17.12.2011  | 20:30 | VC Argex Duvel Puurs                      | 2:3 (17:25, 25:18, 23:25, 25:21, 12:15) | Volley Soleco Herk-de-Stad                |
| 18.12.2011  | 15:00 | VBC Waremme                               | 0:3 (22:25, 15:25, 18:25)               | VC Euphony Asse-Lennik                    |
| 18.12.2011  | 16:00 | PNV Waasland                              | 0:3 (18:25, 16:25, 19:25)               | Prefaxis Menen                            |
| 17.12.2011  | 20:30 | Topvolley Precura Schelde-Natie Antwerpen | 2:3 (25:19, 25:20, 24:26, 25:27, 11:15) | Noliko Maaseik                            |
| 17.12.2011  | 20:30 | Knack Roeselare                           | 3:0 (25:15, 25:20, 25:15)               | Axis Shanks Guibertin                     |
| 13. KOLEJKA |       |                                           |                                         |                                           |
| 07.01.2012  | 20:30 | VC Euphony Asse-Lennik                    | 3:2 (25:15, 25:21, 21:25, 23:25, 15:12) | Knack Roeselare                           |
| 07.01.2012  | 20:30 | Prefaxis Menen                            | 3:0 (25:11, 25:19, 25:23)               | Topvolley Precura Schelde-Natie Antwerpen |
| 07.01.2012  | 20:30 | Noliko Maaseik                            | 3:1 (25:27, 25:18, 25:16, 25:13)        | VC Argex Duvel Puurs                      |
| 07.01.2012  | 20:30 | Volley Soleco Herk-de-Stad                | 3:2 (23:25, 25:17, 23:25, 25:23, 15:12) | VBC Waremme                               |
| 08.01.2012  | 18:00 | Axis Shanks Guibertin                     | 0:3 (20:25, 26:28, 22:25)               | PNV Waasland                              |
| 14. KOLEJKA |       |                                           |                                         |                                           |
| 15.01.2012  | 15:00 | VBC Waremme                               | 2:3 (18:25, 25:23, 15:25, 25:18, 11:15) | Knack Roeselare                           |
| 14.01.2012  | 20:30 | VC Argex Duvel Puurs                      | 2:3 (20:25, 25:17, 21:25, 25:23, 9:15)  | Prefaxis Menen                            |
| 15.01.2012  | 16:00 | PNV Waasland                              | 3:1 (25:15, 23:25, 25:23, 25:19)        | VC Euphony Asse-Lennik                    |
| 14.01.2012  | 20:30 | Volley Soleco Herk-de-Stad                | 0:3 (23:25, 24:26, 19:25)               | Noliko Maaseik                            |
| 14.01.2012  | 20:30 | Topvolley Precura Schelde-Natie Antwerpen | 3:0 (25:21, 25:16, 25:21)               | Axis Shanks Guibertin                     |
| 15. KOLEJKA |       |                                           |                                         |                                           |
| 21.01.2012  | 20:30 | Prefaxis Menen                            | 3:1 (26:24, 23:25, 25:15, 25:18)        | Volley Soleco Herk-de-Stad                |
| 22.01.2012  | 18:00 | Axis Shanks Guibertin                     | 1:3 (24:26, 25:19, 16:25, 18:25)        | VC Argex Duvel Puurs                      |
| 21.01.2012  | 20:30 | VC Euphony Asse-Lennik                    | 2:3 (25:20, 18:25, 18:25, 25:14, 12:15) | Topvolley Precura Schelde-Natie Antwerpen |
| 21.01.2012  | 20:30 | Noliko Maaseik                            | 3:0 (25:19, 25:18, 25:12)               | VBC Waremme                               |
| 21.01.2012  | 20:30 | Knack Roeselare                           | 3:1 (27:29, 25:17, 25:16, 25:16)        | PNV Waasland                              |
| 16. KOLEJKA |       |                                           |                                         |                                           |
| 25.01.2012  | 20:30 | Prefaxis Menen                            | 3:1 (27:25, 25:20, 23:25, 25:19)        | Knack Roeselare                           |
| 25.01.2012  | 20:30 | Volley Soleco Herk-de-Stad                | 0:3 (16:25, 19:25, 23:25)               | Topvolley Precura Schelde-Natie Antwerpen |
| 25.01.2012  | 20:30 | Axis Shanks Guibertin                     | 0:3 (18:25, 19:25, 19:25)               | VC Euphony Asse-Lennik                    |
| 25.01.2012  | 20:30 | VC Argex Duvel Puurs                      | 3:1 (25:22, 21:25, 25:14, 25:22)        | VBC Waremme                               |
| 25.01.2012  | 20:30 | Noliko Maaseik                            | 3:0 (25:19, 25:15, 25:16)               | PNV Waasland                              |
| 17. KOLEJKA |       |                                           |                                         |                                           |
| 28.01.2012  | 20:30 | VC Argex Duvel Puurs                      | 0:3 (23:25, 26:28, 19:25)               | VC Euphony Asse-Lennik                    |
| 29.01.2012  | 20:30 | Noliko Maaseik                            | 1:3 (25:21, 25:27, 14:25, 21:25)        | Prefaxis Menen                            |
| 28.01.2012  | 20:30 | Topvolley Precura Schelde-Natie Antwerpen | 3:1 (25:23, 25:16, 22:25, 27:25)        | Knack Roeselare                           |
| 29.01.2012  | 15:00 | VBC Waremme                               | 3:1 (25:17, 18:25, 25:19, 25:20)        | PNV Waasland                              |
| 28.01.2012  | 20:30 | Volley Soleco Herk-de-Stad                | 3:0 (25:22, 34:32, 25:22)               | Axis Shanks Guibertin                     |
| 18. KOLEJKA |       |                                           |                                         |                                           |
| 04.02.2012  | 20:30 | VC Euphony Asse-Lennik                    | 3:1 (25:21, 21:25, 25:23, 25:19)        | Volley Soleco Herk-de-Stad                |
| 05.02.2012  | 18:00 | Axis Shanks Guibertin                     | 0:3 (27:29, 18:25, 17:25)               | Noliko Maaseik                            |
| 04.02.2012  | 20:30 | PNV Waasland                              | 0:3 (18:25, 21:25, 16:25)               | Topvolley Precura Schelde-Natie Antwerpen |
| 04.02.2012  | 20:30 | Knack Roeselare                           | 3:1 (25:22, 25:20, 22:25, 25:15)        | VC Argex Duvel Puurs                      |
| 04.02.2012  | 20:30 | Prefaxis Menen                            | 3:0 (25:17, 25:15, 25:18)               | VBC Waremme                               |

### Tabela fazy zasadniczej
| Lp. | Drużyna                                   | Pkt | Mecze | Mecze | Mecze | Rodzaj wyniku | Rodzaj wyniku | Rodzaj wyniku | Rodzaj wyniku | Rodzaj wyniku | Rodzaj wyniku | Sety | Sety | Sety  | Małe punkty | Małe punkty | Małe punkty |
| Lp. | Drużyna                                   | Pkt | M     | W     | P     | 3:0           | 3:1           | 3:2           | 2:3           | 1:3           | 0:3           | wyg. | prz. | stos. | zdob.       | str.        | stos.       |
| --- | ----------------------------------------- | --- | ----- | ----- | ----- | ------------- | ------------- | ------------- | ------------- | ------------- | ------------- | ---- | ---- | ----- | ----------- | ----------- | ----------- |
| 1   | Noliko Maaseik                            | 49  | 18    | 17    | 1     | 9             | 6             | 2             | 0             | 1             | 0             | 52   | 13   | 4     | 1585        | 1309        | 1.211       |
| 2   | VC Euphony Asse-Lennik                    | 40  | 18    | 13    | 5     | 8             | 4             | 1             | 2             | 3             | 0             | 46   | 21   | 2.19  | 1553        | 1419        | 1.094       |
| 3   | Topvolley Precura Schelde-Natie Antwerpen | 38  | 18    | 13    | 5     | 7             | 4             | 2             | 1             | 2             | 2             | 43   | 23   | 1.87  | 1522        | 1399        | 1.088       |
| 4   | Knack Roeselare                           | 35  | 18    | 12    | 6     | 6             | 3             | 3             | 2             | 3             | 1             | 43   | 27   | 1.593 | 1594        | 1456        | 1.095       |
| 5   | Prefaxis Menen                            | 35  | 18    | 12    | 6     | 5             | 6             | 1             | 0             | 2             | 4             | 38   | 26   | 1.462 | 1499        | 1404        | 1.068       |
| 6   | Volley Soleco Herk-de-Stad                | 21  | 18    | 7     | 11    | 2             | 3             | 2             | 2             | 4             | 5             | 29   | 40   | 0.725 | 1516        | 1621        | 0.935       |
| 7   | PNV Waasland                              | 17  | 18    | 6     | 12    | 3             | 2             | 1             | 0             | 5             | 7             | 23   | 40   | 0.575 | 1386        | 1524        | 0.909       |
| 8   | VC Argex Duvel Puurs                      | 16  | 18    | 4     | 14    | 0             | 4             | 0             | 4             | 7             | 3             | 27   | 46   | 0.587 | 1542        | 1668        | 0.924       |
| 9   | VBC Waremme                               | 12  | 18    | 3     | 15    | 0             | 3             | 0             | 3             | 2             | 10            | 17   | 48   | 0.354 | 1319        | 1545        | 0.854       |
| 10  | Axis Shanks Guibertin                     | 7   | 18    | 3     | 15    | 1             | 0             | 2             | 0             | 6             | 9             | 15   | 49   | 0.306 | 1370        | 1541        | 0.889       |

Źródło: volleyliga.be
Punktacja: 3:0 i 3:1 – 3 pkt; 3:2 – 2 pkt; 2:3 – 1 pkt; 1:3 i 0:3 – 0 pkt
Zasady ustalania kolejności: 1. liczba punktów; 2. liczba zwycięstw; 3. bilans setów; 4. liczba punktów zdobyta w meczach bezpośrednich
     faza play-off
     faza play-down

## Faza play-off

### Tabela wyników
| Gospodarz \ Gość1                         | MAA | LEN | ANT | ROE | MEN | HDS |
| Noliko Maaseik                            |     | 3:2 | 3:0 | 0:3 | 3:0 | 3:0 |
| VC Euphony Asse-Lennik                    | 1:3 |     | 3:2 | 3:0 | 3:2 | 3:2 |
| Topvolley Precura Schelde-Natie Antwerpen | 1:3 | 3:1 |     | 3:0 | 0:3 | 2:3 |
| Knack Roeselare                           | 0:3 | 2:3 | 2:3 |     | 0:3 | 3:0 |
| Prefaxis Menen                            | 1:3 | 3:2 | 2:3 | 3:2 |     | 0:3 |
| Volley Soleco Herk-de-Stad                | 0:3 | 0:3 | 2:3 | 0:3 | 3:1 |     |

Źródło: volleyliga.be
1 Drużyna gospodarzy jest wymieniona po lewej stronie tabeli.
Kolory:
  zwycięstwo gospodarzy 3:0 lub 3:1
  zwycięstwo gospodarzy 3:2
  zwycięstwo gości 3:0 lub 3:1
  zwycięstwo gości 3:2

### Terminarz i wyniki spotkań
| Data        | Godz. | Gospodarz                                 | Rezultat                                | Gość                                      |
| ----------- | ----- | ----------------------------------------- | --------------------------------------- | ----------------------------------------- |
| 1. KOLEJKA  |       |                                           |                                         |                                           |
| 15.02.2012  | 20:30 | Volley Soleco Herk-de-Stad                | 0:3 (14:25, 14:25, 23:25)               | VC Euphony Asse-Lennik                    |
| 15.02.2012  | 20:30 | Knack Roeselare                           | 0:3 (20:25, 15:25, 21:25)               | Noliko Maaseik                            |
| 15.02.2012  | 20:30 | Prefaxis Menen                            | 2:3 (22:25, 15:25, 25:16, 25:22, 8:15)  | Topvolley Precura Schelde-Natie Antwerpen |
| 2. KOLEJKA  |       |                                           |                                         |                                           |
| 18.02.2012  | 20:30 | Topvolley Precura Schelde-Natie Antwerpen | 3:0 (25:18, 25:21, 25:20)               | Knack Roeselare                           |
| 18.02.2012  | 20:30 | Prefaxis Menen                            | 0:3 (22:25, 23:25, 21:25)               | Volley Soleco Herk-de-Stad                |
| 18.02.2012  | 20:30 | Noliko Maaseik                            | 3:2 (25:13, 23:25, 25:17, 24:26, 15:10) | VC Euphony Asse-Lennik                    |
| 3. KOLEJKA  |       |                                           |                                         |                                           |
| 25.02.2012  | 20:30 | VC Euphony Asse-Lennik                    | 3:0 (25:23, 25:22, 28:26)               | Knack Roeselare                           |
| 25.02.2012  | 20:30 | Noliko Maaseik                            | 3:0 (25:15, 25:23, 25:23)               | Prefaxis Menen                            |
| 26.02.2012  | 15:00 | Topvolley Precura Schelde-Natie Antwerpen | 2:3 (25:21, 25:22, 23:25, 26:28, 11:15) | Volley Soleco Herk-de-Stad                |
| 4. KOLEJKA  |       |                                           |                                         |                                           |
| 03.03.2012  | 20:30 | Knack Roeselare                           | 0:3 (21:25, 21:25, 22:25)               | Prefaxis Menen                            |
| 03.03.2012  | 20:30 | Volley Soleco Herk-de-Stad                | 0:3 (23:25, 23:25, 18:25)               | Noliko Maaseik                            |
| 03.03.2012  | 20:30 | VC Euphony Asse-Lennik                    | 3:2 (19:25, 25:17, 26:28, 25:19, 15:12) | Topvolley Precura Schelde-Natie Antwerpen |
| 5. KOLEJKA  |       |                                           |                                         |                                           |
| 07.03.2012  | 20:30 | Noliko Maaseik                            | 3:0 (25:22, 25:22, 25:17)               | Topvolley Precura Schelde-Natie Antwerpen |
| 07.03.2012  | 20:30 | Volley Soleco Herk-de-Stad                | 0:3 (22:25, 22:25, 23:25)               | Knack Roeselare                           |
| 07.03.2012  | 20:30 | Prefaxis Menen                            | 3:2 (16:25, 25:23, 19:25, 25:19, 15:10) | VC Euphony Asse-Lennik                    |
| 6. KOLEJKA  |       |                                           |                                         |                                           |
| 10.03.2012  | 20:30 | Volley Soleco Herk-de-Stad                | 3:1 (25:20, 22:25, 26:24, 25:20)        | Prefaxis Menen                            |
| 10.03.2012  | 20:30 | VC Euphony Asse-Lennik                    | 1:3 (24:26, 21:25, 25:14, 24:26)        | Noliko Maaseik                            |
| 14.03.2012  | 20:30 | Knack Roeselare                           | 2:3 (25:20, 25:17, 24:26, 23:25, 7:15)  | Topvolley Precura Schelde-Natie Antwerpen |
| 7. KOLEJKA  |       |                                           |                                         |                                           |
| 21.03.2012  | 20:30 | Knack Roeselare                           | 3:0 (25:22, 25:20, 25:22)               | Volley Soleco Herk-de-Stad                |
| 21.03.2012  | 20:30 | Topvolley Precura Schelde-Natie Antwerpen | 1:3 (27:25, 22:25, 16:25, 16:25)        | Noliko Maaseik                            |
| 21.03.2012  | 20:30 | VC Euphony Asse-Lennik                    | 3:2 (25:16, 24:26, 25:22, 18:25, 19:17) | Prefaxis Menen                            |
| 8. KOLEJKA  |       |                                           |                                         |                                           |
| 24.03.2012  | 20:30 | Prefaxis Menen                            | 1:3 (11:25, 22:25, 25:16, 19:25)        | Noliko Maaseik                            |
| 24.03.2012  | 20:30 | Knack Roeselare                           | 2:3 (22:25, 26:28, 27:25, 25:22, 11:15) | VC Euphony Asse-Lennik                    |
| 24.03.2012  | 20:30 | Volley Soleco Herk-de-Stad                | 2:3 (20:25, 25:20, 29:31, 25:14, 9:15)  | Topvolley Precura Schelde-Natie Antwerpen |
| 9. KOLEJKA  |       |                                           |                                         |                                           |
| 31.03.2012  | 20:30 | Noliko Maaseik                            | 0:3 (22:25, 26:28, 21:25)               | Knack Roeselare                           |
| 31.03.2012  | 20:30 | Topvolley Precura Schelde-Natie Antwerpen | 0:3 (19:25, 28:30, 19:25)               | Prefaxis Menen                            |
| 31.03.2012  | 20:30 | VC Euphony Asse-Lennik                    | 3:2 (25:17, 20:25, 25:23, 23:25, 15:9)  | Volley Soleco Herk-de-Stad                |
| 10. KOLEJKA |       |                                           |                                         |                                           |
| 04.04.2012  | 20:30 | Prefaxis Menen                            | 3:2 (20:25, 25:17, 25:20, 18:25, 15:13) | Knack Roeselare                           |
| 04.04.2012  | 20:30 | Topvolley Precura Schelde-Natie Antwerpen | 3:1 (20:25, 25:11, 25:21, 25:21)        | VC Euphony Asse-Lennik                    |
| 04.04.2012  | 20:30 | Noliko Maaseik                            | 3:0 (25:17, 29:27, 25:21)               | Volley Soleco Herk-de-Stad                |

### Tabela
| Lp. | Drużyna                                   | Pkt | Mecze | Mecze | Mecze | Rodzaj wyniku | Rodzaj wyniku | Rodzaj wyniku | Rodzaj wyniku | Rodzaj wyniku | Rodzaj wyniku | Sety | Sety | Sety  | Małe punkty | Małe punkty | Małe punkty |
| Lp. | Drużyna                                   | Pkt | M     | W     | P     | 3:0           | 3:1           | 3:2           | 2:3           | 1:3           | 0:3           | wyg. | prz. | stos. | zdob.       | str.        | stos.       |
| --- | ----------------------------------------- | --- | ----- | ----- | ----- | ------------- | ------------- | ------------- | ------------- | ------------- | ------------- | ---- | ---- | ----- | ----------- | ----------- | ----------- |
| 1   | Noliko Maaseik                            | 31  | 10    | 9     | 1     | 5             | 3             | 1             | 0             | 0             | 1             | 27   | 8    | 3.375 | 842         | 728         | 1.157       |
| 2   | VC Euphony Asse-Lennik                    | 20  | 10    | 6     | 4     | 2             | 0             | 4             | 2             | 2             | 0             | 24   | 20   | 1.2   | 962         | 937         | 1.027       |
| 3   | Topvolley Precura Schelde-Natie Antwerpen | 17  | 10    | 5     | 5     | 1             | 1             | 3             | 2             | 1             | 2             | 20   | 22   | 0.909 | 900         | 920         | 0.978       |
| 4   | Knack Roeselare                           | 14  | 10    | 3     | 7     | 3             | 0             | 0             | 3             | 0             | 4             | 15   | 21   | 0.714 | 793         | 824         | 0.962       |
| 5   | Prefaxis Menen                            | 13  | 10    | 4     | 6     | 2             | 0             | 2             | 2             | 2             | 2             | 18   | 22   | 0.818 | 852         | 885         | 0.963       |
| 6   | Volley Soleco Herk-de-Stad                | 10  | 10    | 3     | 7     | 1             | 1             | 1             | 2             | 0             | 5             | 13   | 24   | 0.542 | 802         | 857         | 0.936       |

Źródło: volleyliga.be
Punktacja: 3:0 i 3:1 – 3 pkt; 3:2 – 2 pkt; 2:3 – 1 pkt; 1:3 i 0:3 – 0 pkt
Zasady ustalania kolejności: 1. liczba punktów; 2. liczba zwycięstw; 3. bilans setów; 4. liczba punktów zdobyta w meczach bezpośrednich

Dodatkowe punkty po fazie zasadniczej:
- 1. miejsce po fazie zasadniczej - 5 pkt
- 2. miejsce po fazie zasadniczej - 4 pkt
- 3. miejsce po fazie zasadniczej - 3 pkt
- 4. miejsce po fazie zasadniczej - 2 pkt
- 5. miejsce po fazie zasadniczej - 1 pkt

     finały

## Finały
(do trzech zwycięstw)
| Data           | Godz.          | Gospodarz              | Rezultat                                | Gość                   |
| -------------- | -------------- | ---------------------- | --------------------------------------- | ---------------------- |
| Noliko Maaseik | Noliko Maaseik | Noliko Maaseik         | 3 – 0                                   | VC Euphony Asse-Lennik |
| 14.04.2012     | 20:30          | Noliko Maaseik         | 3:2 (27:25, 27:29, 20:25, 25:17, 15:8)  | VC Euphony Asse-Lennik |
| 18.04.2012     | 20:30          | VC Euphony Asse-Lennik | 2:3 (25:20, 20:25, 25:19, 22:25, 11:15) | Noliko Maaseik         |
| 21.04.2012     | 20:30          | Noliko Maaseik         | 3:1 (23:25, 25:14, 25:10, 27:25)        | VC Euphony Asse-Lennik |

## Faza play-down

### Tabela wyników
| Gospodarz \ Gość1     | WAA | PUU | WRM | GUI |
| PNV Waasland          |     | 3:2 | 3:0 | 0:3 |
| VC Argex Duvel Puurs  | 1:3 |     | 3:2 | 0:3 |
| VBC Waremme           | 2:3 | 2:3 |     | 1:3 |
| Axis Shanks Guibertin | 1:3 | 2:3 | 3:0 |     |

Źródło: volleyliga.be
1 Drużyna gospodarzy jest wymieniona po lewej stronie tabeli.
Kolory:
  zwycięstwo gospodarzy 3:0 lub 3:1
  zwycięstwo gospodarzy 3:2
  zwycięstwo gości 3:0 lub 3:1
  zwycięstwo gości 3:2

### Terminarz i wyniki spotkań
| Data       | Godz. | Gospodarz             | Rezultat                                | Gość                  |
| ---------- | ----- | --------------------- | --------------------------------------- | --------------------- |
| 1. KOLEJKA |       |                       |                                         |                       |
| 26.02.2012 | 16:00 | PNV Waasland          | 3:0 (29:27, 25:20, 25:23)               | VBC Waremme           |
| 26.02.2012 | 18:00 | Axis Shanks Guibertin | 2:3 (25:27, 25:23, 25:16, 22:25, 9:15)  | VC Argex Duvel Puurs  |
| 2. KOLEJKA |       |                       |                                         |                       |
| 03.03.2012 | 20:30 | VC Argex Duvel Puurs  | 1:3 (25:22, 22:25, 12:25, 23:25)        | PNV Waasland          |
| 04.03.2012 | 15:00 | VBC Waremme           | 1:3 (26:24, 28:30, 20:25, 18:25)        | Axis Shanks Guibertin |
| 3. KOLEJKA |       |                       |                                         |                       |
| 10.03.2012 | 20:30 | VC Argex Duvel Puurs  | 3:2 (17:25, 23:25, 25:18, 31:29, 15:12) | VBC Waremme           |
| 18.03.2012 | 18:00 | Axis Shanks Guibertin | 1:3 (21:25, 25:19, 27:29, 15:25)        | PNV Waasland          |
| 4. KOLEJKA |       |                       |                                         |                       |
| 25.03.2012 | 15:00 | VBC Waremme           | 2:3 (25:17, 25:23, 20:25, 24:26, 9:15)  | VC Argex Duvel Puurs  |
| 25.03.2012 | 16:00 | PNV Waasland          | 0:3 (19:25, 22:25, 22:25)               | Axis Shanks Guibertin |
| 5. KOLEJKA |       |                       |                                         |                       |
| 01.04.2012 | 16:00 | PNV Waasland          | 3:2 (25:17, 15:25, 23:25, 26:24, 15:11) | VC Argex Duvel Puurs  |
| 01.04.2012 | 18:00 | Axis Shanks Guibertin | 3:0 (25:17, 25:18, 25:22)               | VBC Waremme           |
| 6. KOLEJKA |       |                       |                                         |                       |
| 14.04.2012 | 20:30 | VC Argex Duvel Puurs  | 0:3 (25:27, 22:25, 24:26)               | Axis Shanks Guibertin |
| 14.04.2012 | 20:30 | VBC Waremme           | 2:3 (26:28, 21:25, 25:14, 25:23, 10:15) | PNV Waasland          |

### Tabela
| Lp. | Drużyna               | Pkt | Mecze | Mecze | Mecze | Rodzaj wyniku | Rodzaj wyniku | Rodzaj wyniku | Rodzaj wyniku | Rodzaj wyniku | Rodzaj wyniku | Sety | Sety | Sety  | Małe punkty | Małe punkty | Małe punkty |
| Lp. | Drużyna               | Pkt | M     | W     | P     | 3:0           | 3:1           | 3:2           | 2:3           | 1:3           | 0:3           | wyg. | prz. | stos. | zdob.       | str.        | stos.       |
| --- | --------------------- | --- | ----- | ----- | ----- | ------------- | ------------- | ------------- | ------------- | ------------- | ------------- | ---- | ---- | ----- | ----------- | ----------- | ----------- |
| 1   | PNV Waasland          | 16  | 6     | 5     | 1     | 1             | 2             | 2             | 0             | 0             | 1             | 15   | 9    | 1.667 | 546         | 524         | 1.042       |
| 2   | Axis Shanks Guibertin | 13  | 6     | 4     | 2     | 3             | 1             | 0             | 1             | 1             | 0             | 15   | 7    | 2.143 | 578         | 597         | 0.968       |
| 3   | VC Argex Duvel Puurs  | 9   | 6     | 3     | 3     | 0             | 0             | 3             | 1             | 1             | 1             | 12   | 15   | 0.8   | 526         | 487         | 1.08        |
| 4   | VBC Waremme           | 4   | 6     | 0     | 6     | 0             | 0             | 0             | 3             | 1             | 2             | 7    | 18   | 0.389 | 538         | 580         | 0.928       |

Źródło: volleyliga.be
Punktacja: 3:0 i 3:1 – 3 pkt; 3:2 – 2 pkt; 2:3 – 1 pkt; 1:3 i 0:3 – 0 pkt
Zasady ustalania kolejności: 1. liczba punktów; 2. liczba zwycięstw; 3. bilans setów; 4. liczba punktów zdobyta w meczach bezpośrednich

- 7. miejsce po fazie zasadniczej - 3 pkt
- 8. miejsce po fazie zasadniczej - 2 pkt
- 9. miejsce po fazie zasadniczej - 1 pkt

## Klasyfikacja końcowa
| Lp.                                                                     | Drużyna                                   |
| ----------------------------------------------------------------------- | ----------------------------------------- |
| 1                                                                       | Noliko Maaseik                            |
| 2                                                                       | VC Euphony Asse-Lennik                    |
| 3                                                                       | Topvolley Precura Schelde-Natie Antwerpen |
| 4                                                                       | Knack Roeselare 1                         |
| 5                                                                       | Prefaxis Menen                            |
| 6                                                                       | Volley Soleco Herk-de-Stad                |
| 7                                                                       | PNV Waasland                              |
| 8                                                                       | Axis Shanks Guibertin                     |
| 9                                                                       | VC Argex Duvel Puurs                      |
| 10                                                                      | VBC Waremme                               |
| Liga Mistrzów 2012/2013 Puchar CEV 2012/2013 Puchar Challenge 2012/2013 |                                           |

| 1 Klub Knack Roeselare otrzymał dziką kartę na grę w Lidze Mistrzów. |

| Mistrzostwo    |
| -------------- |
| Noliko Maaseik |
| Puchar         |
| Noliko Maaseik |

## Nagrody indywidualne
| Najlepszy punktujący  | Alain Saade (Volley Soleco Herk-de-Stad)                   |
| Najlepszy atakujący   | Dejan Radić (VC Euphony Asse-Lennik)                       |
| Najlepszy blokujący   | Hans Goverde (Volley Soleco Herk-de-Stad)                  |
| Najlepszy przyjmujący | Stijn Dejonckheere (Prefaxis Menen)                        |
| Najlepszy zagrywający | Mads Ditlevsen (Topvolley Precura Schelde-Natie Antwerpen) |

## Statystyki, varia

### Sety, małe punkty
| Kolejka | Sety | Średnio na mecz | Małe punkty | Średnio na set |
| ------- | ---- | --------------- | ----------- | -------------- |
| 1       | 16   | 3,20            | 723         | 45,19          |
| 2       | 18   | 3,60            | 800         | 44,44          |
| 3       | 18   | 3,60            | 822         | 45,67          |
| 4       | 18   | 3,60            | 853         | 47,39          |
| 5       | 16   | 3,20            | 717         | 44,81          |
| 6       | 18   | 3,60            | 820         | 45,56          |
| 7       | 20   | 4,00            | 946         | 47,30          |
| 8       | 17   | 3,40            | 751         | 44,18          |
| 9       | 23   | 4,60            | 1020        | 44,35          |
| 10      | 18   | 3,60            | 787         | 43,72          |
| 11      | 20   | 4,00            | 886         | 44,30          |
| 12      | 19   | 3,80            | 806         | 42,42          |
| 13      | 20   | 4,00            | 868         | 43,40          |
| 14      | 20   | 4,00            | 860         | 43,00          |
| 15      | 20   | 4,00            | 860         | 43,00          |
| 16      | 17   | 3,40            | 757         | 44,53          |
| 17      | 18   | 3,60            | 851         | 47,28          |
| 18      | 17   | 3,40            | 759         | 44,65          |
| Razem   | 333  | 3,70            | 14886       | 44,70          |

| Kolejka | Sety | Średnio na mecz | Małe punkty | Średnio na set |
| ------- | ---- | --------------- | ----------- | -------------- |
| 1       | 11   | 3,67            | 455         | 41,36          |
| 2       | 11   | 3,67            | 478         | 43,45          |
| 3       | 11   | 3,67            | 506         | 46,00          |
| 4       | 11   | 3,67            | 489         | 44,45          |
| 5       | 11   | 3,67            | 480         | 43,64          |
| 6       | 13   | 4,33            | 579         | 44,54          |
| 7       | 12   | 4,00            | 537         | 44,75          |
| 8       | 14   | 4,67            | 607         | 43,36          |
| 9       | 11   | 3,67            | 500         | 45,45          |
| 10      | 12   | 4,00            | 520         | 43,33          |
| Razem   | 117  | 3,90            | 5151        | 44,03          |

| Runda  | Mecze | Sety | Średnio na mecz | Małe punkty | Średnio na set |
| ------ | ----- | ---- | --------------- | ----------- | -------------- |
| Finały | 3     | 14   | 4,67            | 599         | 42,79          |

| Kolejka | Sety | Średnio na mecz | Małe punkty | Średnio na set |
| ------- | ---- | --------------- | ----------- | -------------- |
| 1       | 8    | 4,00            | 361         | 45,13          |
| 2       | 8    | 4,00            | 375         | 46,88          |
| 3       | 9    | 4,50            | 406         | 45,11          |
| 4       | 8    | 4,00            | 347         | 43,38          |
| 5       | 8    | 4,00            | 338         | 42,25          |
| 6       | 8    | 4,00            | 361         | 45,13          |
| Razem   | 49   | 4,08            | 2188        | 44,65          |

## Składy drużyn
| Nr | Imię i nazwisko       | Pozycja |
| -- | --------------------- | ------- |
| 1  | Stephen Shittu        | A       |
| 2  | Johan Dor             | Ś       |
| 4  | Guillaume Godard      | R       |
| 5  | Daniel Morata Pearl   | Ś       |
| 7  | Juan Modesto Guerrero | P       |
| 8  | Geoffrey Mauroy       | L       |
| 9  | Benjamin Hosselet     | R       |
| 10 | Roman Abinet          | A       |
| 11 | Nicolas Art           | R       |
| 12 | Stéphane Franchimont  | P       |
| 13 | Vincent Lheureux      | Ś       |
| 16 | Vincent Hamelrijckx   | P       |
| 17 | Željko Ćorić          | R       |
| 18 | Guilherme Schuch      | P       |

| Nr | Imię i nazwisko    | Pozycja |
| -- | ------------------ | ------- |
| 1  | Nico Freriks       | R       |
| 2  | Hendrik Tuerlinckx | A       |
| 3  | Joppe Paulides     | Ś       |
| 4  | Stijn D'Hulst      | R       |
| 5  | Sergiu Stancu      | Ś       |
| 6  | Sam Deroo          | P       |
| 8  | Cristian Imhoff    | A       |
| 9  | Cristian Poglajen  | P       |
| 10 | Wouter Verhelst    | Ś       |
| 11 | Ruben Van Hirtum   | P       |
| 12 | Marcos Elóe        | P       |
| 18 | Manuel Callebert   | L       |

| Nr | Imię i nazwisko      | Pozycja |
| -- | -------------------- | ------- |
| 2  | Hermans Egleskalns   | A       |
| 3  | Yannick van Harskamp | R       |
| 4  | Matthias Valkiers    | R       |
| 5  | Jelte Maan           | P       |
| 6  | Wannes Rosiers       | A       |
| 7  | Bert Derkoningen     | L       |
| 8  | Kévin Klinkenberg    | P       |
| 9  | Pieter Verhees       | Ś       |
| 10 | Jo Van Decraen       | Ś       |
| 11 | Simon Van De Voorde  | Ś       |
| 12 | Michaël Parkinson    | Ś       |
| 14 | Nathan Wounembaina   | P       |

| Nr | Imię i nazwisko      | Pozycja |
| -- | -------------------- | ------- |
| 1  | Dieter Melis         | L       |
| 2  | Roel Nuijts          | P       |
| 3  | Tom Rochtus          | Ś       |
| 4  | Koen Verplancke      | Ś       |
| 5  | Tom van Walle        | P       |
| 6  | Christof Van Goethem | P       |
| 7  | Yannick Claerman     | A       |
| 8  | Roland Rademaker     | R       |
| 9  | Pierre Henry         | R       |
| 10 | Steve Roelandt       | A       |
| 13 | Matthias Remon       | Ś       |

| Nr | Imię i nazwisko     | Pozycja |
| -- | ------------------- | ------- |
| 1  | Jim Miller          | R       |
| 2  | Ward Coucke         | P       |
| 3  | Jelle Sinnesael     | Ś       |
| 4  | Dragan Radovič      | Ś       |
| 5  | Pieter Coolman      | Ś       |
| 6  | Stijn Dejonckheere  | L       |
| 7  | Jakob Wijk Tegenrot | P       |
| 8  | Anshel Ver Eecke    | P       |
| 9  | Brian Schouren      | A       |
| 10 | Kristof Hoho        | P       |
| 11 | Lander Vandecaveye  | P       |
| 12 | Ondřej Kust         | R       |
| 15 | Jean Pierre Ndongo  | A/P     |

| Nr | Imię i nazwisko         | Pozycja |
| -- | ----------------------- | ------- |
| 1  | Peter Wohlfahrtstätter  | Ś       |
| 2  | Bart De Ren             | P       |
| 3  | Kristof Proost          | R       |
| 4  | Marlon Rafael Palharini | P       |
| 5  | Sven Sophie             | R       |
| 6  | Joris Marcelis          | P       |
| 7  | Leonard De Schrijver    | P       |
| 8  | Wim Backaert            | Ś       |
| 9  | Jan De Ren              | A       |
| 10 | Gijs Jorna              | L       |
| 11 | Thomas Koelewijn        | Ś       |
| 12 | Mads Ditlevsen          | A       |

| Nr | Imię i nazwisko      | Pozycja |
| -- | -------------------- | ------- |
| 1  | Steve Van den Bosch  | Ś       |
| 2  | Arne Poelman         | Ś       |
| 3  | Kyle Masterson       | Ś       |
| 4  | Wouter Vriens        | A       |
| 5  | Jared Krause         | R       |
| 6  | Sandy Barbieux       | R       |
| 7  | Jens Christiaens     | A       |
| 9  | Mario Segura Sánchez | P       |
| 10 | Adolfo Chaso         | P       |
| 11 | Yannick Pirali       | P       |
| 18 | Ugo Blairon          | L       |

| Nr | Imię i nazwisko        | Pozycja |
| -- | ---------------------- | ------- |
| 1  | Jelle Ribbens          | L       |
| 3  | Oluwadamilola Bakare   | A       |
| 4  | Dries Heyrman          | Ś       |
| 5  | Joost Borremans        | R       |
| 7  | Guilherme Barbosa      | P       |
| 8  | Seppe Baetens          | P       |
| 10 | Jelle Perremans        | A       |
| 11 | Gilles Biset           | Ś       |
| 12 | Frederico Siqueira     | Ś       |
| 15 | Christophe Van de Plas | R       |
| 17 | Alen Djordjevič        | P       |

| Nr | Imię i nazwisko       | Pozycja |
| -- | --------------------- | ------- |
| 1  | Juan Carlos Barcala   | A       |
| 2  | Dirk Westphal         | P       |
| 4  | Stefaan De Brabandere | P       |
| 5  | Robin Overbeeke       | A       |
| 6  | Jean Stéphane Tolar   | Ś       |
| 7  | Wim Deville           | Ś       |
| 9  | Dejan Radić           | Ś       |
| 10 | Koen De Brandt        | R       |
| 11 | Gertjan Claes         | P       |
| 12 | Valters Ramma         | P       |
| 13 | Tim Verschueren       | R       |
| 18 | Miha Plot             | L       |

| Nr | Imię i nazwisko       | Pozycja |
| -- | --------------------- | ------- |
| 1  | Dardan Lushtaku       | R       |
| 2  | Erik Sundberg         | P       |
| 4  | Hans Goverde          | Ś       |
| 5  | Dries Koekelkoren     | R       |
| 6  | Alain Saade           | A       |
| 10 | Dries Ilsbroux        | Ś       |
| 11 | Dirk Luyten           | P       |
| 12 | Willem Van Renterghem | L       |
| 13 | Dennis Deroey         | P       |
| 15 | Daan van den Eynde    | Ś       |
| 17 | Aljosa Urnaut         | P       |
| 20 | Raul Oprişor          | P       |